# Anafora (nyelvészet)
Az anafora terminus az ógörög ἀνά (ana) ’felfelé’ + φέρω (fero) ’viszek’ szavakból összetett ἀναφορά (anafora) szóból származik. Eredetileg az anafora retorikai szakszó, amely magyar megfelelője ’előismétlés’. Jelentése egy vagy több szó ismétlődése két vagy több egymást követő tagmondat, mondat, illetőleg verssor vagy versszak elején, pl. S eltűn előlem a világ, / Eltűn előlem az idő (Petőfi Sándor: Minek nevezzelek?). Az ἀνά (ana) ’felfelé’ elem a tekercsekre való írást idézi, a megismételt entitás helyzetére utalva.
A nyelvészetben az anafora szintaktikai-szemantikai jelenség. Ez visszautalás egy bizonyos nyelvi entitással egy olyan másik nyelvi entitásra (szóra, szócsoportra, mondatra), amely előtte jelenik meg. Például a Péter azt hitte, hogy Anna őt látta mondatban az őt személyes névmás a Péter főnévre utal. Az antecedensnek nevezett nyelvi entitás, amelyre az utalás történik, egy referensnek nevezett nyelven kívüli entitást képvisel, az anaforikusnak nevezett elem pedig az antecedenst képviseli, tehát rendszerint közvetett módon a referenst. Az anaforikus utalás koreferenciának nevezett azonosságot jelez a között, amit kifejeznek azzal, amit előbb fejeztek ki.
Az anafora két másik utalási jelenséggel áll ellentétben. Az egyik, szintén forikus jelenség a katafora, ami előreutalás arra, amit utólag fejeznek ki, pl. Leonin azt sugá barátjának: Most mindjárt el leszünk temetve (Jókai Mór). A másik a deixis (rámutatás), ami közvetlen utalás a beszédhelyzetben jelen lévő egyik nyelven kívüli entitásra, pl. – Hol van az újság? – Itt.

## Anaforikus elemek és antecedenseik
Az anaforikus elemek rendszerint több szófajhoz tartozó szavak. Egyesek csak anaforikusak, mások lehetnek kataforikusak és/vagy deiktikusak is. Azon helyzetek, amelyekben használják őket nyelv szerint különbözhetnek. Antecedenseik legtöbbször többféle mondatrészeket kifejező főnevek, de más szófajú szavak is, valamint egyszerű mondatok, összetett mondatok vagy ennél nagyobb entitások.

### Artikulusok
Az egyik anaforikus elem a határozott artikulus, amely a magyar nyelvben és egyéb nyelvekben névelő. Példák:
(magyarul) Tegnap hárman kértek szállást a fogadóban. A vendégek két napig maradtak;
(angolul) Police are questioning someone. The man was arrested ’A rendőrség kihallgat valakit. Az embert letartóztatták’.
A román olyan nyelv, amelyben határozott végartikulus van, pl. Am cumpărat o carte. Cartea le-a făcut o mare plăcere copiilor ’Könyvet vettem. A könyv nagyon tetszett a gyerekeknek’.
E nyelv hagyományos grammatikái két egyéb határozottan determináló artikulust is számba vesznek, amelyek névelők:
- birtokos névelő: Cartea elevului este nouă; a profesorului este veche ’A tanuló könyve új, a tanáré régi’;
- mutató névelő: Cartea din dreapta este nouă, cea din stânga este veche ’A jobboldali könyv új, a baloldali régi’.

### Névmások
A névmások természetüknél fogva anaforikusok vagy/és deiktikusok, mivel más nyelvi entitásokat helyettesítenek, képviselnek.

#### Személyes névmás
A személyes névmásokat anaforikusokként hangsúlyosan vagy hangsúlytalanul, (mint simulószókat) használják nyelvtől és helyzettől függően.
Példák hangsúlyos használatukra az alábbiak:
(magyarul) Az igazgató köszöntötte a verseny nyerteseit. A díjakat is ő adta át;
(angolul) Father was so ill we were having to sit up with him night after night ’Apa olyan beteg volt, hogy vele kellett lennünk minden éjjel’;
(franciául) En France, le général de Gaulle est un homme très célèbre ; on parle encore souvent de lui ’Franciaországban de Gaulle tábornok nagyon híres ember. Még gyakran beszélnek róla’;
(románul) Ion știa și el adresa ’Ion is tudta a címet’ (szó szerint ’Ion tudta is ő…’);
(BHMSZ) Petar je doputovao u grad. S njim je bio i Ivan ’Petar a városba utazott. Vele volt Ivan is’.
Hangsúlytalanul az anaforikus személyes névmásokat alanyként túlnyomóan analitikus nyelvekben használják, amelyekben az ige nem jelzi elegendően a személyt:
(franciául) Nos filles sont étudiantes ; elles sont à Paris ’Lányaink egyetemisták. Párizsban vannak’;
(angolul) A young woman entered the room. She was carrying a large briefcase ’Fiatal nő lépett be a helyiségbe. Nagy bőröndöt cipelt’.
A francia nyelvben az anaforikus hangsúlytalan személyes névmást az alany megkettőzésére is használják:
- a választékos nyelvi regiszterben, olyan kérdő mondatban, amelyben az alany főnévvel kifejezett: Paul est-il malade ? ’Beteg-e Paul?’;[20]
- az alany nyomatékosítására: Ces filles, elles croient au père Noël ’Ezek a lányok hisznek a Télapóban’.[21]

Más nyelvekben, például a magyarban, a románban vagy a BHMSZ-ben, az ige alakja, személyragja által vagy rendhagyó ige esetén egészével egyedül is kifejezheti az alanyt, ha ez nincs nyomatékosítva. Ezért a rag magában is lehet anaforikus, beleértve ha nem testes, hanem nulla:
(magyarul) Péter bejött a szobába. Leült(ø), és olvasni kezdte az újságot;
(románul) Văzând Ion cum stau lucrurile, s-a supărat ’Mivel Ion meglátta, hogyan állnak a dolgok, megharagudott’;
(BHMSZ) Mnogi obećavaše da će doći ’Sokan megígérték, hogy el fognak jönni’.
A franciában, a románban vagy a BHMSZ-ben a hangsúlytalan személyes névmásokat gyakran használják a tárgy és a részeshatározó anaforikusaként.
Az egyik használati esetük olyan mondatban van, amely egy másikat követ:
(franciául) – Tu aimes ce thé à la menthe ? – Oui, je le trouve très bon „Szereted ezt a mentateát? – Igen, nagyon jónak találom”;
J’ai écrit à Lucie pour lui souhaiter un bon anniversaire ’Írtam Lucie-nak, hogy boldog születésnapot kívánjak neki’.
(románul) Dacă o vezi pe Maria, spune-i că o aștept ’Ha látod Mariát, mondd meg neki, hogy várom (őt)’;
(BHMSZ) Ima sat, ali ga ne nosi ’Van órája, de nem viseli’;
Ujak ga zamoli da mu bude gostom ’A nagybácsi megkéri, hogy vendége legyen’ (szó szerint ’… hogy neki legyen vendég’).
A franciában ezeket a névmásokat kötelezően arra is használják, hogy megkettőzzék a mondat elejére nyomatékosítás céljából helyezett tárgyat, illetve részeshatározót:
Pierre, je le vois ’Pierre-t látom’;
À mon père, je lui parle très peu ’Az apámmal nagyon keveset beszélek’.
A hímnem egyes szám harmadik személyű hangsúlytalan személyes névmás anaforikusa a névszói állítmány névszói részének is, pl. – Es-tu courageux ? – Oui, je le suis ’– Bátor vagy? – Igen, az vagyok’.
Ez a névmás egész mondatra is visszautal: – Vas-tu écrire à ta mère ? – Je suis en train de le faire ’– Írsz majd az édesanyádnak? – Éppen ezt teszem’.
Van a franciában még két, csak simuló, egyes szerzők szerint határozói névmás, mások szerint ugyancsak személyes névmás, amelyek egyes helyhatározók nyomatékosítására is használatosak a fenti módszerrel:
Son enfer, elle en est revenue ’A poklából visszatért’;
À Paris, j’y vais souvent ’Párizsba gyakran megyek’.
A románban is, ha a tárgyat a mondat elejére hozzák nyomatékosítása céljából, akkor kötelező ilyen névmással visszautalni rá: Pe Ion îl știu de mult ’Iont régóta ismerem’. Ez a tárgyi mellékmondatra is vonatkozik, a nőnem egyes szám harmadik személyű személyes névmás használatával: Că el a făcut erori, o știm cu toții ’Hogy ő hibákat követett el, azt mindegyikünk tudja’.
A részeshatározót nyomatékosítás céljából és anélkül is a mondat elejére lehet hozni, és mindkét esetben vissza kell rá utalni személyes névmással: La doi dintre ei le-am dat avizul ’Kettőjüknek megadtam a jóváhagyást’.
Az alanyi funkciójú személyes névmás lehet olykor egyidőben anaforikus és kataforikus, amikor előreutal a főnévvel kifejezett névszói állítmányra, amely azonosítja:
(franciául) Mes grands-parents ? Ils étaient commerçants ’A nagyszüleim? Kereskedők voltak’;
(BHMSZ) Bez junaka se ne može, oni su gruda koja za sobom vuče usov ’Hősök nélkül semmi sem lehetséges; ők az a hógolyó, amely a lavinát elindítja’.

#### Visszaható és kölcsönös névmás
A visszaható névmás és a kölcsönös névmás nyomatékosítás nélküli mondatban anaforikusak. Egyes nyelvekben (pl. francia, román) ugyanazok a névmások visszahatóak is, és kölcsönösek is lehetnek, másokban (pl. magyar, angol) külön szavak fejezik ki a kettőt:
(magyarul) Péter önmagát sem ismeri;
A két államfő üdvözölte egymást;
(angolul) They hit themselves ’Megütötték magukat’;
They hit each other ’Megütötték egymást’;
(franciául) La fille s’est coiffée ’A lány megfésülködött’;
Estelle et moi, nous nous téléphonons très régulièrement „Estelle és én rendszeresen telefonálunk egymásnak’;
(románul) Ion se spală ’Ion mosakodik’;
Copiii își trimit cărți ’A gyerekek könyveket küldenek egymásnak’;
(BHMSZ) Pisac govori o sebi ’Az író magáról beszél’;
Dječaci su se počešljali ’A fiúk megfésülködtek’.

#### Birtokos névmás
Úgy a birtokos névmások, mint az egyes nyelvekben létező birtokos determinánsok is anaforikus elemek lehetnek.
A magyarban van birtokos névmás (pl. Ez a bőrönd nem az enyém), de nincs birtokos determináns. A birtokos személyjel tölti be a szerepét: Mari is eljött. A barátja azonban otthon maradt. A birtokos nyomatékosítása céljából anaforikusként személyes névmás használatos: az ő barátja.
A többi itt említett nyelvben van birtokos névmás és determináns is.
A BHMSZ-ben teljesen azonos az alakjuk: Mi se brinemo za svoj posao, a vi se pobrinite za svoj ’Mi a saját dolgunkkal törődünk, ti meg törődjetek a sajátotokkal’.
A románban névmássá úgy válik a birtokos determináns, hogy eléje teszik a birtokos névelőt:
L-am întâlnit pe Ion; aspectul său m-a neliniștit ’Találkoztam Ionnal. Kinézése nyugtalanná tett’;
Maria mi-a cerut un ceas; al său se stricase ’Maria egy órát kért tőlem. Az övé elromlott’.
Ebben a nyelvben az egyes szám harmadik személy birtokos esetű személyes névmások helyettesíthetik a birtokos determinánst: Profesorul a dat studenților săi (birtokos determináns) / lui (személyes névmás) o carte ’A professzor könyvet adott a diákjainak’.
Az angolban és a franciában különböznek a névmások alakjai a nekik megfelelő determinánsokéitól:
(angolul) Both climbers broke their legs ’Mindkét hegymászó lábát törte’ (a névmás alakja theirs);
That isn't Harriet's coat. Hers is blue ’Az nem Harriet kabátja. Az övé kék’ (a determináns alakja her);
(franciául) Votre jardin a beaucoup plus de fleurs que le nôtre ’A ti kertetekben sokkal több virág van, mint a miénkben’ (a determináns alakja notre határozott névelő nélkül);
Notre ville est connue pour son église gothique ’Városunk a gótikus temploma révén ismert’ (a névmás alakja la sienne).

#### Mutató névmás
A mutató névmás ilyen használattal is, és determinánsként is visszautalhat főnévre vagy mondatra. Egyes nyelvekben csak azonos alakjai vannak a kettőnek, másokban azonos alakjai is. Példák:
(magyarul) Muki kutya szereti a labdáját. Azzal akar mindig játszani;
(angolul) I simply haven't got the money. This is/That's the problem ’Egyszerűen nincs rá pénzem. Ez a gond’;
It was different when I was young. We didn't have TV in those days ’Másként volt, amikor fiatal voltam. Abban az időben nem volt tévénk’;
(románul) Motoarele avionului s-au oprit brusc și acesta a luat foc ’A repülő motorjai hirtelen leálltak, és az lángra kapott’;
Am primit un ceas nou; cadoul acesta/ăsta mi-a făcut mare plăcere ’Új órát kaptam. Ez az ajándék nagy örömöt okozott nekem’;
(BHMSZ) Priča se da je izbio štrajk, ali ja o tome nisam obavešten ’Azt mesélik, hogy sztrájk tört ki, de engem erről nem tájékoztattak’;
Ljekove nikako ne smijete prestati uzimati. U tome slučaju bilo bi uzaludno sve što smo dosad napravili ’A gyógyszereket semmiképpen se hagyja abba bevenni. Ilyen esetben hiábavaló lenne minden, amit eddig tettünk’.
A franciában különböznek a mutató névmások a determinánsoktól, és a mondatra való visszautaláshoz ezektől is különböző alakú névmások vannak:
Il y a deux chemins pour aller au village ; celui qui passe par la forêt est le plus court ’Két út visz a faluba. Az, amelyik az erdőn megy át a legrövidebb’;
J’ai une petite Peugeot. Cette voiture est très pratique ’Van egy kicsi Peugeot-m. Ez a kocsi nagyon praktikus’;
Il est parti ? Qui t’a dit ça ? (a szokásos regiszterben) ’Elment? Ki mondta ezt neked?’;
Que votre ami se tienne tranquille : dites-lui cela de ma part (a választékos regiszterben) ’A (maga) barátja maradjon veszteg. Mondja meg neki ezt részemről’.
A mutató névmás is lehet ugyanakkor anaforikus és kataforikus, amikor alanyként előreutal a főnévvel kifejezett névszói állítmányra:
(angolul) I simply haven't got the money. This is / That's the problem ’Egyszerűen nincs (rá) pénzem’. Ez a gond’;
(franciául) – Qui est ce monsieur ? – C’est mon grand-père ’– Ki ez az úr? – A nagyapám’ (szó szerint ’Ez van nagyapám’).

#### Vonatkozó névmás
A vonatkozó névmás jelzői mellékmondatot vezet be, és anaforikusa egy főmondatbeli szónak. Az itt említett nem magyar nyelvek grammatikái szerint antecedense az egész előtte álló mondat is lehet, Szende – Kassai 2007 szerint viszont az általa bevezetett mondat mellérendelt. Példák:
(magyarul) Annak a lakásában lakom, aki helyettem Londonban dolgozik;
Senki nem vette észre az új szoknyáját, ami nagyon idegesítette;
(angolul) Philip is looking for his knife, which he desperately needs ’Philip a kését keresi, amelyre nagy szüksége van’;
United won easily, which pleased their fans ’A United könnyen győzött, ami kielégítette a szurkolóit’.
(franciául) J’ai acheté un ordinateur dont je suis très satisfait ’Olyan számítógépet vettem, amellyel nagyon meg vagyok elégedve’;
Les Dufort nous ont invités à dîner dimanche, ce qui nous a fait plaisir ’Dufort-ék meghívtak minket vacsorára vasárnap, és mi ennek örültünk’ (szó szerint ’… ami nekünk tetszést okozott’);
(románul) Elevul căruia i-am dat nota zece este eminent ’Az a tanuló, akinek tizest adtam kiváló’;
Lucrarea ei este foarte interesantă, ceea ce înseamnă că va fi publicată ’Az írása nagyon érdekes, ami azt jelenti, hogy ki fogják adni’;
(BHMSZ) Vi koji ste završili možete otići ’Ti, akik befejeztétek, elmehettek’;
Moramo smanjiti uvoz, bez čega nema reforme ’Csökkentenünk kell a behozatalt. Enélkül nincs reform’ (szó szerint ’… ami nélkül…’)
A vonatkozó névmások is anaforikusak és alanyi funkcióban ugyanakkor kataforikusak a főnévvel kifejezett névszói állítmány számára:
(magyarul) Ez az a hely, ami a kedvencünk volt;
(franciául) Ce contrôleur, qui est un abruti, n’a pas voulu me croire ’Az az ellenőr, aki egy bunkó, nem akart hinni nekem’;
(románul) Micuțul Dan, care e vecin de bloc, are 7 ani ’A kis Dan, aki szomszédunk a házban, 7 éves’;
(BHMSZ) Ja sam sin roditelja koji su bili prikazivači atrakcija ’Olyan szülők fia vagyok, akik mutatványosok voltak’.

#### Határozatlan névmás
Határozatlan névmás is lehet anaforikus:
(magyarul) Az egyik csoport indul, a másik itt marad;
(angolul) I tried three doors, and each (one) was locked ’Három ajtóval próbálkoztam, és mindegyik zárva volt’;
(franciául) Femmes, enfants, vieillards, tous étaient venus ’Nők, gyerekek, öregek, mind eljöttek’;
(románul) Un student citește, alții scriu ’Egy diák olvas, mások írnak’;
(BHMSZ) Jedni učenici otišli su u školu, a drugi su još uvijek na igralištu ’Egyes tanulók elmentek az iskolába, de mások még mindig a játszótéren vannak’.

### Névmási határozószók és vonatkozó névmási határozószók
(magyarul) Én onnan jövök, ahova te most mész;
(angolul) That's the stop where we get our bus ’Ez az a megálló, ahol buszra szállunk’;
(franciául) Max finira ses études de médecine dans deux ans. Il aura alors 30 ans ’Max két év múlva fogja befejezni az orvosi tanulmányait. Akkor 30 éves lesz’;
(románul) Am fost la facultate și de acolo, la concert ’Az egyetemre mentem, és onnan koncertre’;
(BHMSZ) Svi smo otišli na more. Onđe smo se dobro odmorili ’Mind elmentünk a tengerpartra. Ott jól pihentünk’.

### Egyéb anaforikus elemek
Az anaforikus elem és antecedense egyazon szófajhoz is tartozhatnak:
- főnév – főnév: (magyarul) A szomszédék a bejárat elé állították kocsijukat. A jármű még egy hét múlva is ott volt;[3]
- ige – ige:
  - az anaforikus lexikai jelentésű: (angolul) John painted this picture. He did that in Bermuda ’John festette ezt a képet. Bermudában tette ezt’;[5]
  - az anaforikus segédige: I don't enjoy parties as much as my wife does ’Én nem szeretem a partikat annyira, mint a feleségem’;[76]

Az angolban a főnévi igenév morfémájaként használt to is lehet anaforikus, pl. Jane got the job, although she didn't expect to ’Jane megkapta a munkát, bár nem remélte’.
Párbeszédben anaforikus válaszok is vannak, amelyek egy szóból álló töredékes mondatok is lehetnek, pl. (angolul) – Do you take milk or sugar? – Both ’– Tejet vagy cukrot kérsz? – Mindkettőt’.
Egyes mondatokból való hiányok is anaforikusnak tekinthetők: (angolul) Philip bought a book, Caroline [0] too ’Philip könyvet vett. Caroline szintén’.

## Az anaforikus elemek szerepei
Az anaforikusok egyes szerepei pragmatikaiak.
Ezek egyike az antecedens megismétlésének a kiküszöbölése. Ezt a szerepet elsősorban mellérendeléses összetett mondatban töltik be, pl. Problémánk sokféle volt, de mindegyiket sikerült megoldani.
Ugyanaz a szerepük az anaforikusoknak olyan független mondatban is, amely követi az antecedensét tartalmazó mondatot vagy ez a mondat maga az antecedense:
Muki kutya szereti a labdáját. Azzal akar mindig játszani.
Senki nem vette észre az új szoknyáját, ami nagyon idegesítette;
Ezzel az anaforikus elemek szerepe átterjed a mondat szintjéről a diskurzus (szöveg) szintjére, hozzájárulva részeinek összetartozásához, a diskurzus egységéhez.
A pragmatikaiakon kívül az anaforikusok szintaktikai szerepeket is betöltenek.
Az egyszerű mondatban egyes anaforikusoknak szintaktikai funkciójuk van, azaz mondatrészek, például:
- alany: Az igazgató köszöntötte a verseny nyerteseit. A díjakat is ő adta át;[12]
- állítmány: Ez a bőrönd nem az enyém;[36]
- tárgy: Péter önmagát sem ismeri;[36]
- határozó: Muki kutya szereti a labdáját. Azzal akar mindig játszani;[3]
- jelző: (angolul) Both climbers broke their legs ’Mindkét hegymászó lábát törte’.[44]

Ugyancsak az egyszerű mondatban jelen vannak olyan szintaktikai szerepű anaforikusok, amelyeket nem elemeznek mondatrészekként. Ilyenek a névelők, pl. (magyarul) Tegnap hárman kértek szállást a fogadóban. A vendégek két napig maradtak. Egyes nyelvekben ilyenek az egyszerű mondatban mondatrészt megkettőző névmások, pl. (franciául) Ces filles, elles croient au père Noël ’Ezek a lányok hisznek a Télapóban’.
Összetett mondatban a vonatkozó névmások és a vonatkozó névmási határozószók kötőszókhoz hasonlóan működnek, és ugyanakkor mondatrészek: Annak a lakásában lakom, aki helyettem Londonban dolgozik (alany).